# 1390.
1390. je deseto desetletje v 14. stoletju med letoma 1390 in 1399. 